# 朝潮大橋
朝潮大橋（あさしおおおはし）は、朝潮運河にかかる橋で、佃大橋通りとも呼ばれる東京都道473号新富晴海線（旧東京都道304号線明石町晴海支線）を通す橋である。橋長240.0メートル。
起点は東京都中央区晴海1丁目、終点では東京都中央区佃3丁目と東京都中央区月島2丁目を分かつ。
終点では新月陸橋に接続して、さらに新月陸橋から隅田川に架かる佃大橋に接続する。ただし新月陸橋は徒歩では渡ることができないので、朝潮大橋と佃大橋を通して歩く歩行者は一旦新月陸橋の下の歩道に下りて歩く必要がある。　

## 付近の鉄道路線
東京地下鉄（東京メトロ）有楽町線は本陸橋と並行している。

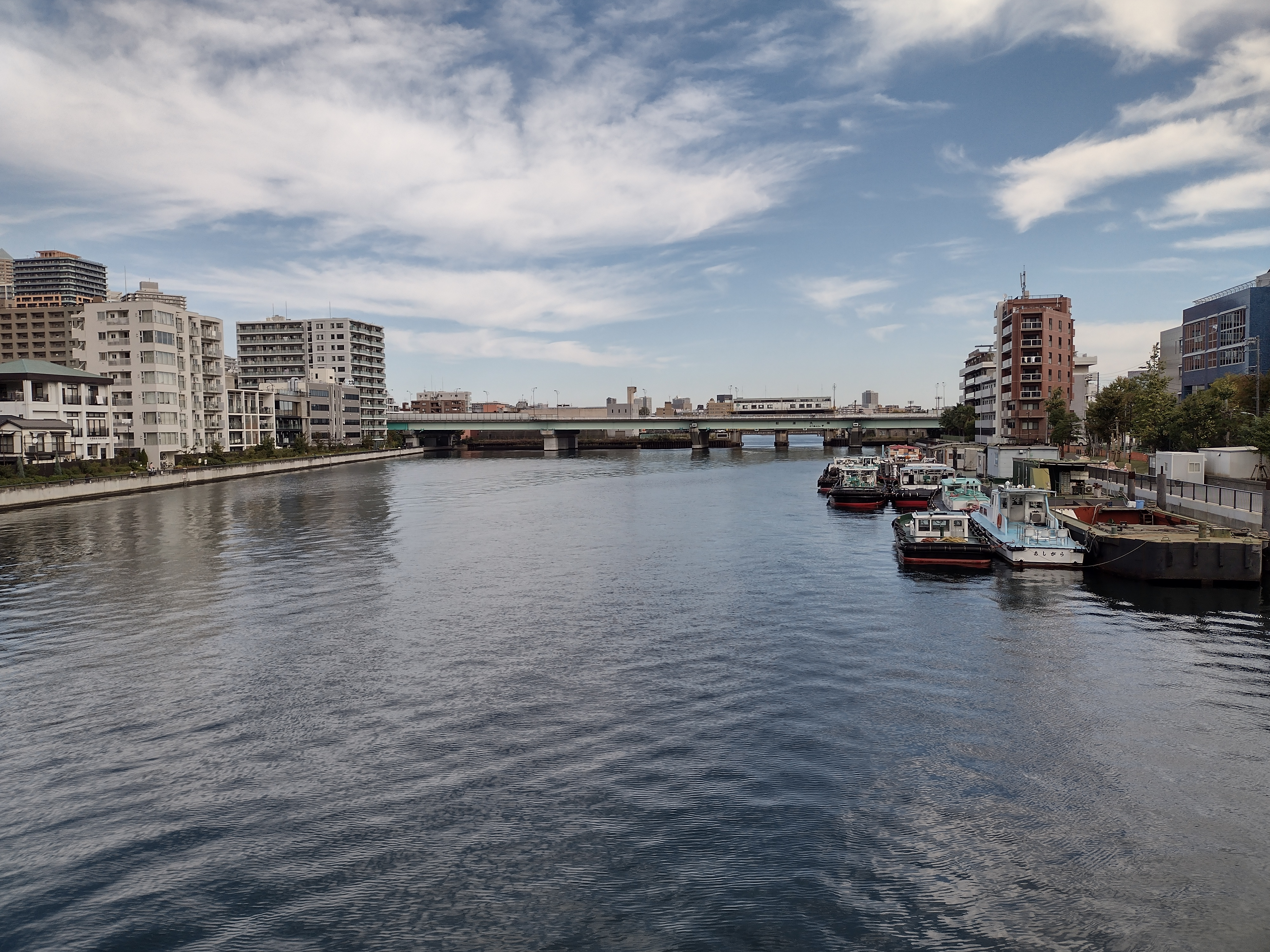
朝潮橋から見た朝潮大橋

- 朝潮橋から見た朝潮大橋月島駅
  - 東京地下鉄（東京メトロ）有楽町線
  - 都営地下鉄（東京都交通局）大江戸線

## 路線バス
- 都営バス
  - 東16：深川車庫-東雲橋交差点- / 東京ビッグサイト-有明一丁目-東雲橋交差点-豊洲駅-新月島公園前-月島駅-住友ツインビル-亀島橋-東京駅八重洲口
  - 深夜14：深川車庫→東雲橋交差点→豊洲駅→新月島公園前→月島駅前→住友ツインビル→亀島橋→東京駅八重洲口

- 東京BRT
  - プレ運行（一次）：虎ノ門ヒルズ→新橋→勝どきBRT→晴海BRTターミナル